# Constitució Federal d'Antequera
El projecte de Constitució Federal Regional per a Andalusia, també conegut com a Constitució Federal d'Antequera per la seva aprovació en el congrés celebrat a Antequera pels delegats de les organitzacions andaluses del Partit Republicà Democràtic Federal el 1883, fou la proposta constitucional dels federalistes per al "Estat andalús" integrat en la República Federal Espanyola. En teoria, aquest projecte constituïa un dels passos preceptius per a la formació d'aquesta República Federal "de baix a dalt", per consentiment sobirà de les parts constituents d'acord amb la teoria del "pacte sinalagmàtic commutatiu i bilateral".
Aquesta teoria va tenir en aquells dies com principal conseqüència pràctica la de deixar en mans dels cubans la seva decisió d'integrar-se o no en la República Federal, i va ser un dels elements de divisió dels "pactistes" que seguien Francesc Pi i Margall amb Estanislau Figueras i la fracció federal que va constituir el Partit Federal Orgànic reconeixent el seu lideratge. L'aprovació del projecte de Constitució Federal d'Antequera, la defunció de Figueres i debilitament de la seva fracció de la qual persistirien nuclis aïllats fins al canvi de segle, va afavorir la reincorporació (1883-1886) al Partit Democràtic Federal liderat per Pi i Margall d'importants nuclis federals andalusos que seguint a dirigents molt destacats (Fernando Garrido, Ramón de Cala y Barea, etc.) havien romàs al marge de les estructures partidàries de "pactistas" i "orgànics", treballat per la unitat del federalisme espanyol, al mateix temps que arribaven a acords electorals i altres amb altres partits republicans enfront de l'estratègia aïllacionista que va imprimir Pi i Margall al federalisme en reorganització pública en 1881-1885. El projecte de Constitució Regional elaborat a Antequera establia avenços democràtics i assoliments socials veritablement avançats per a l'època.